# Nectomys rattus
Rat aquatique noirâtre
Espèce
Statut de conservation UICN

 LC  : Préoccupation mineure
Nectomys rattus, le Rat aquatique noirâtre, est une espèce sud-américaine de rongeurs de la famille des Cricetidae.

## Description
La couleur de la face supérieure peut varier entre le brunâtre et le noirâtre, de façon semblable au Rat noir (Rattus rattus). L'espèce, en revanche, possède de nombreux poils aux pointes blanches sur les côtés du corps, sur la poitrine et sur l'abdomen. La tête est caractérisée par un anneau noir autour de chaque œil, par des iris brun foncé, par des dents de devant jaune-brun et par des oreilles arrondies gris foncé. Sur la queue il y a des écailles mais aussi quelques poils.
Le pouce des pattes avant n'est qu'un moignon qui porte un ongle. Entre les orteils, il y a une peau de nage partielle. Certaines populations précédemment répertoriées comme sous-espèces de Nectomys squamipes et maintenant incluses dans Nectomys rattus avaient une longueur du corps (tête et torse) de 175 à 213 mm, une longueur de la queue de 165 à 225 mm, de pattes postérieures de 43 à 51 mm, des oreilles d'environ 24 mm.

## Habitat et répartition
L'espèce est présente dans le nord de l'Amérique du Sud : Brésil, Colombie, Guyane, Guyana, Suriname et Venezuela.
Son habitat se compose de forêts décidues humides tropicales et subtropicales, d'autres forêts proches des plans d'eau, comme le Cerrado et la caatinga et de prairies à herbes hautes. Nectomys rattus est également présent sur les terres agricoles.

## Parasitisme
Nectomys rattus peut être infecté par Schistosoma mansoni et Amblyomma dubitatum.

## Systématique
Le nom valide complet (avec auteur) de ce taxon est Nectomys rattus (Pelzeln, 1883).
Nectomys rattus a pour synonymes :
- Nectomys mattensis Thomas, 1903
- Nectomys melanius Thomas, 1910
- Nectomys parvipes F.Petter, 1979